# کالج فلوریدا
کالج فلوریدا یک کالج خصوصی مسیحی در تمپل تراس، فلوریدا است. این مؤسسه مدرک لیسانس و کاردانی را ارائه می‌دهد. منشور این مؤسسه که به کالج مسیحی فلوریدا معروف است در سال ۱۹۴۴ تنظیم شد. این مؤسسه به عنوان مدرسه در پاییز ۱۹۴۶ با ۱۰۰ نفر دانش آموز افتتاح شد. منشور کالج تصریح می‌کند که هیئت امناء در یک کلیسای مسیحی محلی فعال باشند. اولین رئیس مدرسه ال آر ویلسون بود که از سال ۱۹۴۶ تا ۱۹۴۹ خدمت کرد. پس از او جیمز آر. کوپ، که از سال ۱۹۴۹ تا ۱۹۸۲ در سمت خود باقی ماند.